# Love and Theft
| Recensione           | Giudizio |
| -------------------- | -------- |
| AllMusic             | [ 1 ]    |
| Blender              | [ 2 ]    |
| Chicago Sun-Times    | [ 3 ]    |
| Entertainment Weekly | A−       |
| The Guardian         | [ 5 ]    |
| Los Angeles Times    | [ 6 ]    |
| Q                    | [ 7 ]    |
| Rolling Stone        | [ 8 ]    |
| Spin                 | 9/10     |
| The Village Voice    | A+       |

"Love and Theft" è il trentunesimo album in studio del cantautore statunitense Bob Dylan, venne pubblicato dalla Columbia Records l'11 settembre del 2001.

## Il disco
L'album continua il periodo di rinascita artistica di Dylan iniziato nel 1997 con il disco Time Out of Mind, e ricevette recensioni ancora più entusiaste da parte di quasi tutta la critica musicale. È il primo lavoro prodotto dallo stesso Bob Dylan utilizzando lo pseudonimo "Jack Frost" che in seguito utilizzerà anche per i dischi seguenti. Il disco è stato certificato disco d'oro e ha raggiunto la posizione numero 5 in classifica negli Stati Uniti e la posizione numero 3 nel Regno Unito. Dylan vinse anche un premio Grammy nel 2002 per Love and Theft, giudicato miglior album di musica Folk tradizionale dell'anno.
Il titolo dell'album è apparentemente ispirato al libro dello storico Eric Lott, Love & Theft: Blackface Minstrelsy and the American Working Class, pubblicato nel 1993. Nel 2003, il disco si è classificato alla posizione numero 467 nella classifica dei 500 migliori album di tutti i tempi e all'undicesimo posto nella classifica dei 100 migliori album degli anni 2000 secondo la rivista Rolling Stone, mentre Newsweek lo ha definito il secondo miglior disco del decennio.
Nel 2009, Glide Magazine  ha classificato l'album come miglior disco del decennio. 
Alcuni critici e fan, hanno voluto cogliere, nel testo di alcune canzoni del disco, come ad esempio Mississippi e Lonesome Day Blues, dei commenti premonitori dell'attacco terroristico al World Trade Center dell'undici settembre 2001, curiosamente anche giorno di pubblicazione dello stesso album di Dylan.

## Tracce
Tutti i brani sono opera di Bob Dylan.
1. Tweedle Dee & Tweedle Dum– 4:46
2. Mississippi– 5:21
3. Summer Days– 4:52
4. Bye and Bye– 3:16
5. Lonesome Day Blues– 6:05
6. Floater (Too Much to Ask)– 4:59
7. High Water (For Charley Patton)– 4:04
8. Moonlight– 3:23
9. Honest with Me– 5:49
10. Po' Boy– 3:05
11. Cry a While– 5:05
12. Sugar Baby– 6:40

Alcune copie in CD furono pubblicate in edizione speciale con allegato un bonus disc contenente due brani precedentemente inediti:
1. I Was Young When I Left Home (Tradizionale, arrangiato da Bob Dylan) [Registrato nel dicembre 1961]
2. The Times They Are A-Changin' (Bob Dylan) [Versione alternativa, registrata nell'ottobre 1963]

## Formazione
- Bob Dylan – voce, chitarra, pianoforte
- Larry Campbell – chitarra, banjo, mandolino, violino
- Charlie Sexton – chitarra
- Tony Garnier – basso
- Augie Meyers – organo Hammond B3, organo Vox
- David Kemper – batteria
- Clay Meyers – bonghi
- Chris Shaw - Ingegnere del suono